# 실정법
실정법(實定法, 영어: positive law, 라틴어: ius positum)은 일반적으로 새로운 권리를 만드는 법이다. 다시 말해 경험적이고 역사적인 사실을 통하여 현실적인 제도로 시행하는 법을 말한다. 이는 생득법, 즉 입법을 통해 만든 게 아닌 법을 말하는 자연법과는 대비된다.

## 개요
실정법은 입법기관에 의한 입법작용·사회적 관습, 법원판례 등에 의해 성립되는 인위적인 법이다. 일정한 때·장소에 한하여 효력을 가지며 경험적으로 인식할 수 있다. 자연법(인간이 이성을 지니고 있는 한 인식할 수 있는 때와 장소를 가리지 않고 보편적으로 타당한 인간본성에 기한 법)이나 이상법(현실적으로는 효력을 갖지 못하고 단지 이념적으로 想定되는 법)과 같은 법은 초경험적인 법의 개념이다. 오늘날 법이라고 하면 실정법만을 가리키는 것이 보통이며 성문법·관습법·판례법이 여기 포함된다. 그러므로 법률학은 주로 현재 시행되고 있는 실정법을 대상으로 하는 학문이다. 18세기 말까지는 자연법의 주장이 강했으나 19세기 초에 이르러 법의 역사성과 민족성을 강조하여 관습법과 역사를 중요시하는 역사법학파가 사비니에 의하여 확립되어서, 19세기 후반에는 실정법, 특히 성문법만을 법으로 생각하는 법실증주의가 일어났다. 이것은 자의적인 행정재판을 배제하여 법적 안정성의 요구에 응할 수 있는 것이었지만 후에는 개념법학(독일)이나 주석학파(프랑스)와 같이 사회의 현실과 법률 사이의 모순에 적응하지 못하게 된 것이다. 영국이나 미국에서는 전통적으로 판례법주의(判例法主義)가 채택되고 있다.

## 같이 보기
- 법실증주의
- 법자연주의
- 자연법
- 성문법